# Morti nel 1344
| Questa pagina contiene informazioni ricavate automaticamente dalle voci biografiche con l'ausilio del template Bio e di un bot. L'aggiornamento è periodico e automatico e ricostruisce completamente la pagina. Se manca una persona in questa lista, sei pregato di non aggiungerla, ma accertati piuttosto che la sua voce biografica contenga il template Bio e che i dati anagrafici siano correttamente compilati. Se il template Bio manca, inseriscilo tu stesso o, in alternativa, metti l'avviso {{tmp\|Bio}} che ne segnala la mancanza. Se i dati riportati sono sbagliati, correggi direttamente la voce biografica; le modifiche saranno visibili in questa lista entro pochi giorni. Per chiarimenti vedi il progetto biografie. La lista contiene solo le 21 persone che sono citate nell'enciclopedia e per le quali è stato implementato correttamente il template Bio. Pagina aggiornata al 10 ago 2025. |

- 30 gennaio - William Montacute, I conte di Salisbury, nobile britannico (n. 1301)
- 17 aprile - Costantino IV d'Armenia, re francese
- 19 aprile - Costanza d'Aragona, sovrana (n. 1305)
- 20 aprile - Levi ben Gershon, filosofo, astronomo e matematico francese (n. 1288)
- 1º maggio - Nicolò I d'Este, nobile e condottiero italiano
- 22 giugno - Paolino Minorita, vescovo cattolico, politico e scrittore italiano
- 29 giugno - Giovanna di Savoia, nobile (n. 1310)
- 11 luglio - Ulrico III di Württemberg, nobile tedesco (n. 1286)
- 30 agosto - Ottone di Brunswick-Lüneburg, nobile (n. 1292)
- 19 ottobre - Niccolò da Carrara, politico italiano
- 31 ottobre - Jacopo de Atti, vescovo cattolico italiano
- 26 novembre - Mathieu de Trie, militare francese
- Amda Seyon I, imperatore etiope
- Simone da Correggio, politico e condottiero italiano
- Enrico IV di Bar, nobile francese
- Galvano Fiamma, religioso e scrittore italiano (n. 1283)
- Gerson ben Solomon Catalan, teologo e scrittore francese (n. 1288)
- Simone Martini, pittore e miniatore italiano (n. 1284)
- Mubarak Kwaja, condottiero mongolo
- Ottone I di Pomerania, nobile (n. 1279)
- Abu Hayyan al-Gharnati, teologo berbero (n. 1256)